# Palacio Contarini Fasan
El palacio Contarini Fasan, conocido también como "casa de Desdémona", en alusión al personaje de la obra Otelo de William Shakespeare, inspirada en la novela de Giambattista Giraldi Cinthio Gli Hecatommithi (1565) cuya acción se desarrolla en este entorno, es un edificio italiano situado en el sestiere de San Marco en Venecia con fachada al Gran Canal.

## Historia
Se trata de una peculiar construcción del siglo XV, en torno a 1450, que perteneció a la familia Contarini. El nombre de Fasan, añadido al nombre de los primitivos propietarios, podría deberse a la afición de uno de sus dueños posteriores por la caza del "faisán".

## Descripción
Al ser un edificio de pequeñas dimensiones, construido sobre un estrecho solar, la fachada se desarrolla en altura. Su arquitectura se manifiesta como expresión máxima del gótico veneciano, evidenciado en sus tres niveles. A la altura del canal consta de tres ventanas rectangulares de reducidas dimensiones, sin que haya un portal con acceso para embarcaciones. La primera planta posee una polífora de tres aberturas de arco conopial sostenidas por columnas con balaustrada, que en el segundo piso se transforma en dos monóforas también de arco ogival. Entre estas dos ventanas, justo debajo de un ventanuco cuadrado situado bajo la cornisa se encuentra el escudo de los Contarini.
La parte superior de la fachada está recorrida por una cornisa dentada, bajo la cual hubo pintados frescos. A la derecha, una pasarela une el palacio con el edificio contiguo, destacando la monófora gótica que, a la altura de la tercera planta, imita el modelo original del Contarini Fasan.